# Robert Pete Williams
Robert Pete Williams (ur. 14 marca 1914 w Zachary, zm. 31 grudnia 1980 w Rosedale) – amerykański muzyk bluesowy, związany z Luizjaną i jej regionalnym stylem bluesa.
W młodym wieku pracował fizycznie na jednej z farm w Luizjanie w okolicach Baton Rouge. Grał na piknikach farmerskich i zabawach tanecznych do lat 50. XX wieku w. Od 1956 roku odbywał dożywotnią karę pozbawienia wolności za morderstwo podczas strzelaniny w lokalnym barze (sam Williams tłumaczył się koniecznością samoobrony). W więzieniu jego talent muzyczny został zauważony przez muzykologów, dr. Harry’ego Ostera i Richarda Allene, dzięki którym mógł zarejestrować swój materiał w więzieniu stanowym dla wydawnictwa Louisiana Folklore Society and Folk-Lyric/Arhoolie. Za wstawiennictwem Allena i Ostera Williams został zwolniony z więzienia w 1959 roku. Do 1964 roku nie mógł jednak opuszczać stanu Luizjana. Do tego czasu zdążył wyrobić sobie bardzo dobrą opinię krytyków, by już w 1964 wystąpić na Newport Folk Festival. Po udanym występie wybrał się w trasę koncertową wraz z Mississippi Fredem McDowellem. Kontynuował karierę sceniczną do końca lat 70. Został zmuszony do zaprzestania koncertów przez pogorszenie stanu zdrowia. Zmarł na chorobę serca w sylwestra 1980 roku w wieku 66 lat.
Muzyka Roberta Pete’a Williamsa była bardzo charakterystyczna poprzez niekonwencjonalne strojenie i struktury muzyczne. Jego gra na gitarze i wokal nie przypominały dokonań żadnych innych wcześniejszych artystów. Przemyślane teksty jego piosenek, mówią w większości o czasach spędzonych w więzieniu.
Jego piosenka I’ve Grown So Ugly była wykonywana przez Captain Beefheart and His Magic Band na albumie Safe as Milk z 1967 roku oraz przez The Black Keys na płycie Rubber Factory (2004).
W 2014 r. został wprowadzony do Blues Hall of Fame.